# Аль-Мутазз Биллах

Династия Аббасидов в IX веке

Абу́ Абдулла́х Зуба́йр ибн Джа́фар аль-Мута́зз Билла́х (?—869) — Багдадский халиф из династии Аббасидов периода «анархии в Самарре».

## Биография
Аль-Мутазз был одним из сыновей халифа Аль-Мутаваккиля от наложницы Кабихи. Когда в 861 году тюркские войска убили его отца и провозгласили халифом его старшего брата Аль-Мунтасира, то Аль-Мутазза заставили подписать бумагу об отречении от права на наследование:
Во имя Аллаха, милостивого и милосердного!
Повелитель правоверных Мутаввакиль, да будет с ним Господь, отписал мне наследование и взял клятву верности мне без моего согласия, когда я был несовершеннолетним. Теперь я понял, что не могу выполнить возложенных на меня обязанностей и стать для мусульман хорошим халифом. Все, кто дал мне клятву верности, могут теперь отказаться от неё. Я освобождаю вас от неё и избавляю от присяги. Никакой договор или соглашение не связывает больше меня с вами. Вы свободны от него.
Принцы были исключены из элиты Халифата и стали обычными людьми. Прежде ни один из членов семьи Аббасидов не подвергался такому унижению.
Однако всего месяц спустя Аль-Мунтасир умер естественной смертью. Руководство тюркских солдат решило сделать новым халифом не кого-либо из сыновей Аль-Мутаваккиля, а Аль-Мустаина, который был внуком покровительствовавшего тюркам Аль-Мутасима.
Однако в 865 году, во время вспыхнувших в Самарре волнений, Аль-Мустаин бежал из Самарры в Багдад. После того, как он отказался вернуться тюрки решили, что им нужен новый халиф, которого они могли бы считать своим — и они обратились к Аль-Мутаззу. Увидев в этом последний шанс достичь трона, Аль-Мутазз согласился, и таким образом в халифате началась гражданская война.
Осада Багдада длилась почти год. В итоге командовавший обороной Багдада Ибн Тахир начал переговоры с Аль-Мутаззом. В начале 866 года он сместил Аль-Мустаина, открыл ворота Багдада и признал халифом Аль-Мутазза.
После победы Аль-Мутазз поначалу вёл примиренческую политику по отношению к бывшим противникам и родственникам, однако в июле официально лишил положения наследника своего брата Аль-Муайяда, а 8 августа судьям и свидетелям было предъявлено его мёртвое тело без следов насилия (тем не менее все были уверены, что бывшего наследника умертвили). В августе в тюрьму был заключён другой брат халифа — Абу Ахмед; его не умертвили только потому, что он был очень популярен среди тюркских войск. В октябре был убит бывший халиф Аль-Мустаин.
Тем временем в стране нарастал кризис: оплата, которую требовали тюрки, североафриканцы и другие солдаты, составляла двухлетнему доходу от налогов со всего халифата. Тем временем все провинции оказались захвачены узурпаторами или местными командирами, Багдад сотрясали беспорядки, в Самарре разгневанные и доведённые до отчаяния войска выбрали собственных командиров.
Рядовые тюркские солдаты решили, что халиф, который не может платить жалованье, им не нужен. 11 июля 869 года войска ворвались во дворец, избили Аль-Мутазза и заставили его написать акт отречения. Затем свергнутого халифа увели, и три дня не давали ему еды и воды. 16 июля Аль-Мутазза заперли в маленьком кирпичном подвале. На следующее утро он оказался мёртвым.